# Euscorpius birulai
Espèce
Euscorpius birulai est une espèce de scorpions de la famille des Euscorpiidae.

## Distribution
Cette espèce est endémique d'Eubée en Grèce. Elle se rencontre à Carystos dans la grotte d'Agia Triada.

## Description
Le mâle holotype mesure 38,95 mm et le mâle paratype 31,55 mm.

## Étymologie
Cette espèce est nommée en l'honneur d'Alexei Andreevich Byalynitsky-Birula.

## Publication originale
- Fet, Soleglad, Parmakelis, Kotsakiozi & Stathi, 2014 : Two new species of Euscorpius from Euboea Island, Greece (Scorpiones: Euscorpiidae). Arthropoda Selecta, vol. 23, no 2, p. 111-126 (texte intégral).